# Casa Gros
La Casa Gros és un edifici del centre de Terrassa inclòs a l'Inventari del Patrimoni Arquitectònic de Catalunya. Situada al raval de Montserrat, al nucli antic de la població, a escassos metres de l'Ajuntament, la Casa Gros té planta rectangular.
Fins al 2019, en què fou enderrocada i tornada a aixecar per fer-hi un edifici de pisos, conservava la tipologia tradicional de les façanes populars del segle xviii, amb balcons al primer pis i petites finestres balconeres al segon, i cornisa de coronament. La casa, que constava de planta baixa i dos pisos, apareixia molt modificada a la planta baixa a causa de la instal·lació de comerços.

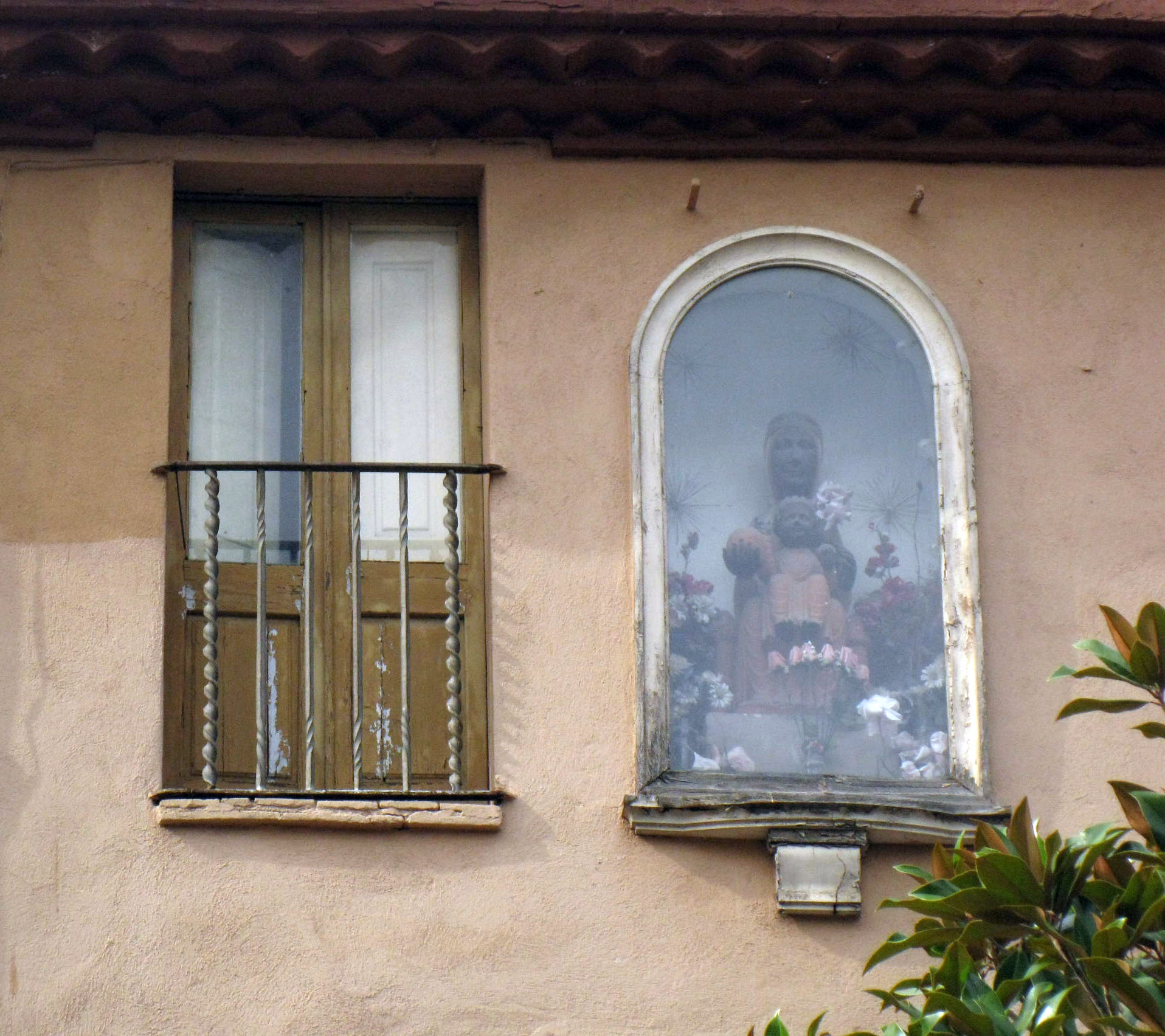
Detall de l'antiga façana, amb la cornisa en voladís, una finestra balconera de l'últim pis i la capelleta de la Mare de Déu de Montserrat

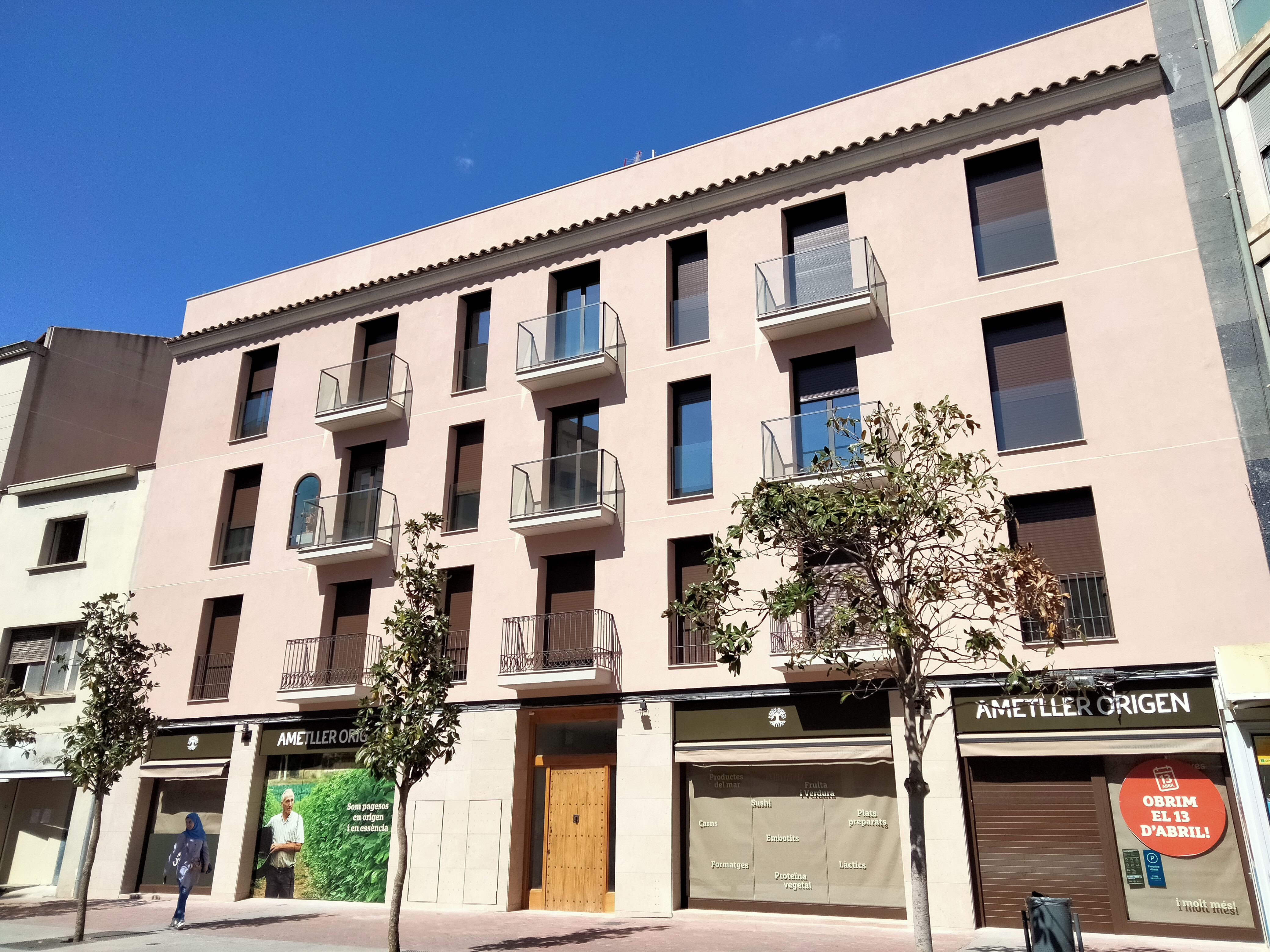
Aspecte actual de la casa, totalment remodelada, tal com es podia veure l'abril del 2023

La Casa Gros va ser construïda a mitjan segle xviii. Es tractava d'una de les escasses mostres d'arquitectura popular d'aquell període a Terrassa. L'edifici el van aixecar els Bosch de Basea, que tenien el mas a l'actual barri de Can Jofresa, on una plaça porta el seu nom; a començament del segle xvi, un parell de membres de la família, Jaume Bosch i el seu fill Joan, van ser batlles de la ciutat. Aquesta nissaga de terratinents rurals van comprar un terreny a la part alta del raval de Dalt (actual raval de Montserrat), on van bastir-hi la casa pairal, un edifici de tres casals. A mitjan segle xx a la casa hi havia la Fonda del Centre. L'any 1960 va ser reformada.
Quan la propietat va decidir enderrocar-la per fer-hi un edifici de pisos, es va engegar una campanya ciutadana per salvar-la de la desaparició. Tot i que no se'n va poder evitar l'enderroc, es va aconseguir que la tipologia de l'edifici posterior recordés l'original, coronat amb ràfec i conservant la marededeu de la façana i les baranes de forja dels balcons.